# 대한민국 형사소송법 제111조
대한민국 형사소송법 제111조는 공무상 비밀과 압수에 대한 형사소송법의 조문이다.

## 조문
제111조(공무상 비밀과 압수) ① 공무원 또는 공무원이었던 자가 소지 또는 보관하는 물건에 관하여는 본인 또는 그 해당 공무소가 직무상의 비밀에 관한 것임을 신고한 때에는 그 소속공무소 또는 당해 감독관공서의 승낙 없이는 압수하지 못한다.
②소속공무소 또는 당해 감독관공서는 국가의 중대한 이익을 해하는 경우를 제외하고는 승낙을 거부하지 못한다.

第111條(公務上 秘密과 押收) ① 公務員 또는 公務員이었던 者가 所持 또는 保管하는 物件에 關하여는 本人 또는 그 該當 公務所가 職務上의 秘密에 關한 것임을 申告한 때에는 그 所屬公務所 또는 當該 監督官公署의 承諾 없이는 押收하지 못한다.
②所屬公務所 또는 當該 監督官公署는 國家의 重大한 利益을 害하는 境遇를 除外하고는 承諾을 拒否하지 못한다.

## 사례
- 2017년 박근혜 대통령을 수사 중인 특별검사팀의 압수수색에 대해 청와대가 본 조를 근거로 불승인한 적이 있다[1]

- 2025년 대통령경호처가 대통령 관저 등에 대한 수사기관의 압수수색을 거부하면서 그 법적 근거로 본 조를 근거로 든 적이 있으며 이로 인해 윤석열 대통령 수색영장에는 ‘형사소송법 제110조와 제111조 적용은 예외로 한다’는 내용이 명시되었다.[2]

## 참고 문헌
- 손동권 신이철, 새로운 형사소송법(초판, 2013), 세창, 2013. ISBN 9788984114081

## 같이 보기
- 압수